# Giovanna Grignaffini
Giovanna Grignaffini (Fontanellato, 20 agosto 1949 – Bologna, 19 aprile 2024) è stata una politica, storica del cinema e filosofa italiana.

## Biografia
Giovanna Grignaffini si laureò in filosofia e fu docente di storia del cinema al DAMS, Università di Bologna. Impegnata nel movimento femminista, fu tra le fondatrici del Centro delle donne di Bologna e presidente dell'associone Orlando dal 1989 al 1992. Scrisse anche sulla rivista Lapis. Per un periodo fu consigliere a Cinecittà Holding.
Eletta deputata nelle file dei Progressisti in occasione delle politiche del 1994, nel collegio di Bologna-Mazzini, fu riconfermata con il sostegno dell'Ulivo alle politiche del 1996, nel collegio di Bologna-Pianoro, e a quelle del 2001, nel collegio di San Lazzaro di Savena.
Terminò il mandato di parlamentare nel 2006.
Fu responsabile del settore informazione locale e del settore spettacolo del Partito Democratico della Sinistra.
Durante la XIII legislatura fece parte della Commissione parlamentare per l'indirizzo generale e la vigilanza dei servizi radiotelevisivi.
Morì a Bologna il 19 aprile 2024 in seguito ad una lunga malattia all'età di 74 anni.

## Libri e articoli
- La pelle e l'anima, intorno alla nouvelle vague, 1984
- Sapere e teorie del cinema, il periodo del muto, 1989
- Signore e signori: il cinematografo : la nascita del cinema e il suo mito, Venezia, Marsilio, 1995
- René Clair, Editrice Il Castoro, Milano 1995
- La scena madre, scritti sul cinema, Bononia University Press, Bologna 2006
- Però un paese ci vuole: storie di nebbie e contezze, La Lepre, 2012
- Come un volo di un colibrì, Bompiani, Milano 2016